# A múzsa megihleti a költőt
A múzsa megihleti a költőt (La muse inspirant son poète) Henri Rousseau alkotása, amely a bázeli művészeti múzeum (Kunstmuseum Basel) gyűjteményének része.
Az 1909-ben festett kép kettős portré. A múzsa Marie Laurencin francia festőnő, a költő pedig szeretője, Guillaume Apollinaire. Apollinaire, akit munkaeszközeivel, lúdtollal és papírtekerccsel ábrázolt a festő, elismert kritikus és a művészkörök befolyásos tagja volt. Apollinaire Rousseau életének utolsó éveiben egyik legerősebb támogatójává váltː gyakran méltatta írásaiban a festő munkásságát és az alkotó születésnapjára verset írt hozzá. Rousseau két verzióban festette meg a képet, a másik a moszkvai Puskin Múzeumban van.
A festményt megemlíti Gertrude Stein az Alice B. Toklas önéletrajza című autobiográfiájában. Leírja, hogy a független alkotók kiállításán látta a „Rousseau nevű vámosnak egy fura képét”, amelyen „Guillaume Apollinaire valamiféle apoteózisa, mögötte egy koros Marie Laurencin mint múzsával” látható. „Ezt sem tudtam akkor komoly műalkotásként felfogni” – tette hozzá. Stein nem véletlenül csodálkozott Laurencin ábrázolásán, ugyanis a nő mindössze 26 éves volt a kép bemutatásakor.
A bázeli múzeum 1940-ben Charlotte von Wesdehlentől vásárolta meg a festményt, aki Németországból menekült Svájcba a zsidók elleni erőszak elől. A képtől pénzügyi okokból kellett megválnia. A múzeum mindössze 12 ezer svájci frankot fizetett a festményért, holott annak szabadpiaci ára 40 és 60 ezer frank között mozgott. 2022-ben megkeresés érkezett a múzeumhoz, amelyben a jogi iroda megbízója a festmény visszaadását kezdeményezte, ezt az intézmény 2024 januárjában elutasította, mondván: a Svájcban menedéket találó Charlotte von Wesdehlen szabadon döntött a kép eladásáról.